# Сашурин, Вадим Леонидович
Вадим Леонидович Сашу́рин (бел. Вадзім Леанідавіч Сашурын; 19 февраля 1970, Петрозаводск) — белорусский биатлонист, тренер по физической подготовке гандбольного клубка «СКА-Минск». Заслуженный мастер спорта Республики Беларусь (14 февраля 1996 года). Трёхкратный чемпион мира по биатлону (в личном зачёте), чемпион Европы. Обладатель 9 медалей чемпионата мира.

## Биография
Начал заниматься биатлоном в 1979 году в Петрозаводской специализированной детско-юношеской спортивной школе олимпийского резерва по лыжным гонкам (первый тренер — Н. М. Тимошкин). В 1985 году приглашён в Витебское училище олимпийского резерва. В 1987—1991 годах — член юношеской, юниорской и молодёжной сборной СССР.
В Кубке мира по биатлону дебютировал в 1989 году. Неоднократный призёр чемпионатов мира в эстафете. Чемпион мира по биатлону (1996) в командной гонке (вместе с Петром Ивашко, Олегом Рыженковым, Александром Поповым).
Завершил свою карьеру в большом спорте в 2006 году, перейдя на должность тренера лыжной сборной Беларуси. Старший тренер национальной команды Республики Беларусь по биатлону. С 10 июня 2013 года стал работать тренером-консультантом сборной Республики Карелия по биатлону.
Награждён Орденом Почёта (Беларусь).

## Достижения
Чемпионаты мира
- 1995 — бронзовая медаль в эстафетной гонке на 4 х 7,5 километра.
- 1996 — золотая медаль в командной гонке, бронзовая медаль на дистанции 20 км и в эстафетной гонке.
- 1997 — золотая медаль в командной гонке
- 1999 — золотая медаль в эстафетной гонке, бронзовая медаль в гонке на 20 км.
- 2001 — серебряная медаль на дистанции 20 км и в эстафетной гонке[4].